# Большая Морская улица (Николаев)
Больша́я Морска́я у́лица (укр. Велика Морська вулиця) — улица в исторической части города Николаева.

## Местоположение
Большая Морская улица тянется от Бугского бульвара на северо-западе, где она выходит на Варваровский мост, к улице Акима на востоке, где она переходит в Котельную улицу.

## История

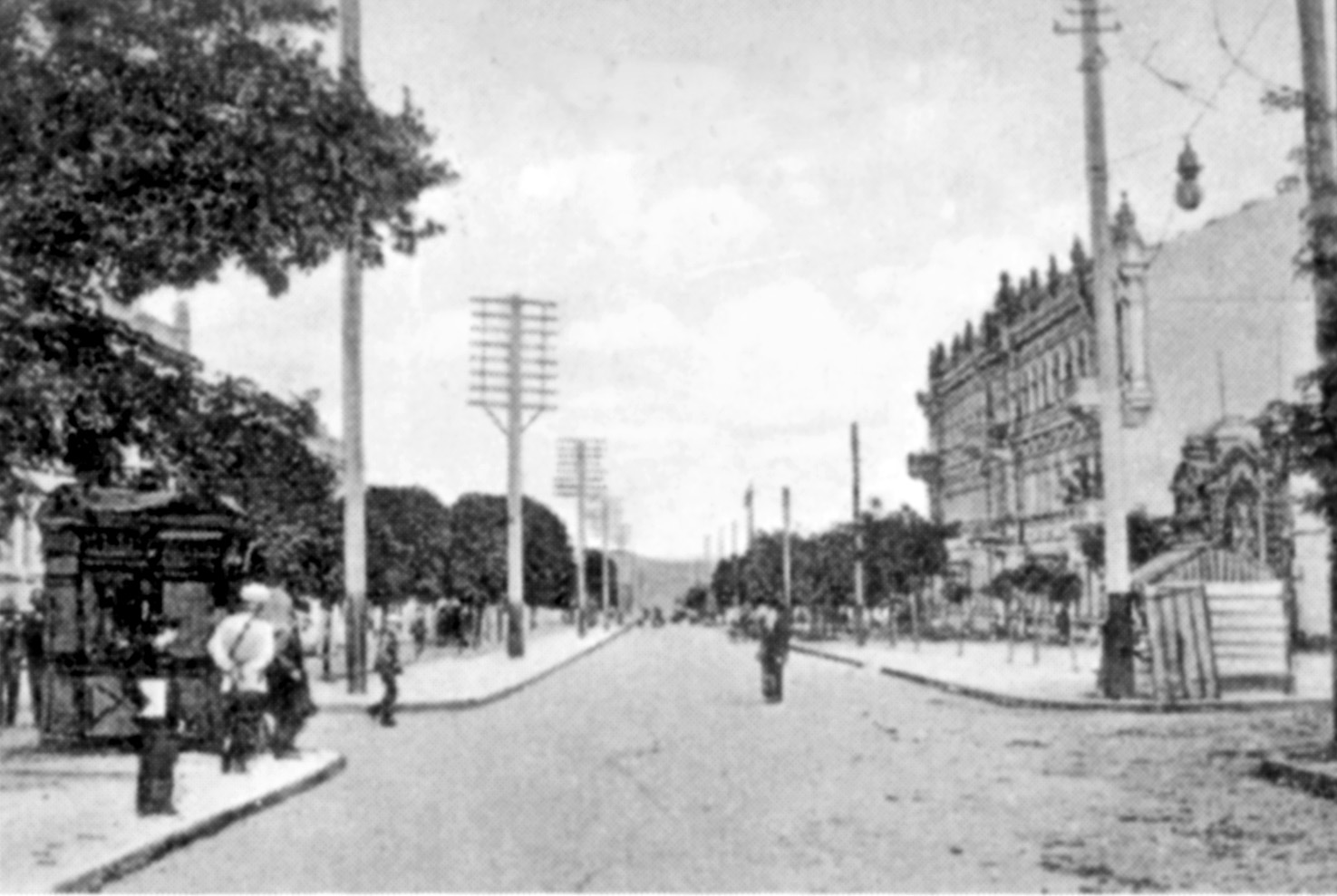
Большая Морская улица в начале XX века

Большая Морская улица — одна из первых улиц старого Николаева. Улица проходила «от дома счетной комиссии мимо Тулубьева, Красных лавок по Адмиралтейскую слободку». Полицмейстер Павел Фёдоров в 1822 году предложил для неё название Купеческая — по торговым рядам для «красного товара», которые выходили одной стороной на улицу. Однако проект Фёдорова не утвердил военный губернатор Алексей Грейг.
Название Большая Морская предложил полицмейстер Григорий Автономов в 1835 году. В нём отражена связь Николаева с Чёрным морем и Черноморским флотом (улица начиналась от берега Бугского лимана — залива Чёрного моря). Определение «большая», вероятно, означало, что на этой улице жили «большие» морские чины: начальники штаба Черноморского флота адмиралы Александр Авинов, Степан Хрущов, Владимир Корнилов. В отличие от неё, Малая Морская улица начиналась от Штурманского училища, где с детского возраста жили и учились морскому делу будущие моряки («малые» моряки, в отличие от «больших» — офицеров, которые жили на Большой Морской). Впоследствии на Большой Морской улице был построен дом генерал-губернатора Новороссийского края Михаила Воронцова, а в конце XIX — начале XX века — несколько банков.
В 1920-е годы была переименована в «улицу 25 октября» — в память об Октябрьской революции. После Второй мировой войны возвращено историческое название — Большая Морская.

## Памятники и здания
- В доме № 27 находится Николаевская водолечебница. Её основное здание построено в начале XX века в мавританском стиле по проекту инженера И. Рейхенберга при участии архитектора Евгения Штукенберга. В настоящее время это коммунальный центр реабилитации постинфарктных и неврологических заболеваний.[1]
- В доме № 39 с 1849 по 1854 год жил начальник штаба Черноморского флота и герой обороны Севастополя вице-адмирал Владимир Корнилов.[1]
- В доме, расположенном на углу Соборной и Большой Морской улиц, в 1874 году родился учёный в области железнодорожного транспорта академик Владимир Образцов — отец актёра и режиссёра кукольного театра Сергея Образцова. В этом же доме в 1941—1942 годах жил активный участник подпольной организации Александр Сидорчук.[1]
- В здании № 47, который является памятником архитектуры XIX века, с 28 марта 1986 года находится Николаевский художественный музей имени В. В. Верещагина (переехал со Спасской, 22).[1]
- На углу Большой Морской и Никольской улиц в 2007 году установлен памятник Вячеславу Черноволу. Автор — архитектор Виктор Макушин.
- В конце Большой Морской улицы на углу с улицами 1-й Военной и Котельной расположен парк.